# Druga slovenska nogometna liga 2021-2022
La Druga slovenska nogometna liga 2021-2022 (in lingua italiana: Secondo campionato calcistico sloveno 2021-2022), abbreviata in 2. SNL 2021-2022, fu la trentunesima edizione della seconda serie del campionato di calcio sloveno.

## Stagione

### Formula
Le 16 squadre partecipanti disputarono un turno di andata e ritorno per un totale di 30 giornate, al termine delle quali:
- La prima classificata venne promossa in 1. SNL 2022-2023
- La seconda classificata disputò uno spareggio contro la penultima della 1. SNL 2021-2022
- Le ultime due classificate vennero retrocesse in 3. SNL 2022-2023

## Squadre partecipanti
| Squadra                  | Città             | Stadio                           | Stagione 2020-21 | Stagione 2020-21 |
| Squadra                  | Città             | Stadio                           | Pos.             | Divisione        |
| ------------------------ | ----------------- | -------------------------------- | ---------------- | ---------------- |
| Gorica                   | Nova Gorica       | Stadio Športni Park              | 10°              | 1. SNL           |
| Krka                     | Novo mesto        | Stadion Portoval                 | 2°               | 2. SNL           |
| Nafta 1903               | Lendava           | Športni park Lendava             | 3°               | 2. SNL           |
| Roltek Dob               | Dob               | Športni park Dob                 | 4°               | 2. SNL           |
| Brežice 1919 Terme Čatež | Brežice           | Stadion Brežice                  | 5°               | 2. SNL           |
| Vitanest Bilje           | Biglia            | Igrišče Bilje, V Dolinci         | 6°               | 2. SNL           |
| Triglav                  | Kranj             | Športni Center Stanko Mlakar     | 7°               | 2. SNL           |
| Rudar Velenje            | Velenje           | Stadio ob Jezeru                 | 8°               | 2. SNL           |
| Jadran Dekani            | Villa Decani      | Športni park Dekani              | 9°               | 2. SNL           |
| Krško                    | Krško             | Stadion Matije Gubca             | 10°              | 2. SNL           |
| Fužinar Vzajemci         | Ravne na Koroškem | Mestni stadion Ravne na Koroškem | 11°              | 2. SNL           |
| Primorje eMundia         | Aidussina         | Mestni stadion Ajdovščina        | 12°              | 2. SNL           |
| Drava                    | Ptuj              | Mestni stadion                   | 13°              | 2. SNL           |
| Beltinci Klima Tratnjek  | Beltinci          | Športni park Beltinci            | 14°              | 2. SNL           |
| Ilirija 1911             | Lubiana           | Stadion Ilirija                  | 1°               | 3. SNL Ovest     |
| Rogaška                  | Rogaška Slatina   | Športni center Rogaška Slatina   | 1°               | 3. SNL Est       |

## Classifica
|                  | Pos. | Squadra       | Pt | G  | V  | N  | P  | GF | GS | DR  |
| ---------------- | ---- | ------------- | -- | -- | -- | -- | -- | -- | -- | --- |
|                  | 1.   | Gorica        | 72 | 30 | 23 | 3  | 4  | 55 | 20 | +35 |
|                  | 2.   | Triglav       | 62 | 30 | 18 | 8  | 4  | 55 | 19 | +36 |
|                  | 3.   | Krka          | 51 | 30 | 14 | 9  | 7  | 54 | 35 | +19 |
|                  | 4.   | Rogaška       | 51 | 30 | 16 | 3  | 11 | 51 | 38 | +13 |
|                  | 5.   | Rudar Velenje | 49 | 30 | 16 | 1  | 13 | 51 | 43 | +8  |
|                  | 6.   | Nafta 1903    | 47 | 30 | 13 | 8  | 9  | 68 | 36 | +32 |
|                  | 7.   | Bilje         | 45 | 30 | 12 | 9  | 9  | 38 | 39 | −1  |
|                  | 8.   | Primorje      | 41 | 30 | 11 | 8  | 11 | 46 | 36 | +10 |
|                  | 9.   | Dob           | 39 | 30 | 11 | 6  | 13 | 45 | 46 | −1  |
|                  | 10.  | Ilirija       | 38 | 30 | 10 | 8  | 12 | 35 | 37 | −2  |
|                  | 11.  | Fužinar       | 37 | 30 | 10 | 7  | 13 | 46 | 52 | −6  |
|                  | 12.  | Beltinci      | 35 | 30 | 9  | 8  | 13 | 34 | 47 | −13 |
|                  | 13.  | Jadran Dekani | 31 | 30 | 6  | 13 | 11 | 31 | 38 | −7  |
|                  | 14.  | Krško         | 26 | 30 | 6  | 8  | 16 | 25 | 54 | −29 |
|                  | 15.  | Brežice       | 20 | 30 | 4  | 8  | 18 | 28 | 60 | −32 |
|                  | 16.  | Drava Ptuj    | 20 | 30 | 5  | 5  | 20 | 30 | 92 | −62 |
| Fonte: rsssf.org |      |               |    |    |    |    |    |    |    |     |

Legenda:
      Promosso in 1. SNL 2022-2023.
  Partecipa agli spareggi.
      Retrocesso in 3. SNL 2022-2023.
      Escluso dal campionato.
Regolamento:
Tre punti a vittoria, uno a pareggio, zero a sconfitta.
La classifica viene stilata secondo i seguenti criteri:
- Punti conquistati
- Punti conquistati negli scontri diretti
- Differenza reti negli scontri diretti
- Reti realizzate negli scontri diretti
- Differenza reti generale
- Reti totali realizzate

### Spareggio
Il Triglav incontrò il Tabor Sežana, penultimo in 1. SNL 2021-2022, con gare di andata e ritorno, per un posto in 1. SNL 2022-2023.
| Squadra 1    | Totale | Squadra 2 | Andata     | Ritorno    |
| ------------ | ------ | --------- | ---------- | ---------- |
|              |        |           | 26.05.2022 | 29.05.2022 |
| Tabor Sežana | 8 – 3  | Triglav   | 3 – 1      | 5 – 2      |

## Statistiche

### Classifica marcatori
| Pos.                  | Giocatore         | Squadra         | Reti |
| --------------------- | ----------------- | --------------- | ---- |
| 1                     | Tin Matić         | Triglav         | 21   |
| 2                     | Brian Saramago    | Rudar Velenje   | 17   |
| 3                     | Josip Majić       | Krka            | 15   |
| 4                     | Vedran Vinko      | Nafta 1903      | 14   |
| 5                     | Alen Krajnc       | Gorica/Rogaška  | 13   |
| 5                     | Žan Leban         | Gorica          | 13   |
| 7                     | Etien Velikonja   | Gorica          | 12   |
| 8                     | Dejan Djermanović | Ilirija         | 11   |
| 8                     | Nermin Haljeta    | Nafta 1903      | 11   |
| 8                     | Nejc Gradišar     | Brežice/Rogaška | 11   |
| Fonte: Sito ufficiale |                   |                 |      |